# معركة كيب سانت فنسنت (1797)
```
تُعد 
معركة كيب سانت فنسنت
 (بالانجليزية: Battle of Cape St. Vincent) (14 فبراير عام 1797) واحدة من المعارك الافتتاحية 
للحرب الإنجليزية الإسبانية
 (1796-1808) باعتبارها جزءًا من 
حروب الثورة الفرنسية
، حيث هزم أسطول 
البحرية الملكية البريطانية
 بقيادة الأدميرال السير 
جون جيرفيس
 أسطول البحرية الإسبانية المتفوق بالكامل بقيادة الأميرال 
خوسيه دي كوردوبا إي راموس
 بالقرب من كيب سانت فنسنت، البرتغال.
```

## الخلفية
بعد توقيع معاهدة سان ألديفونسو عام 1796 للتحالف مع القوات الإسبانية والفرنسية ضد بريطانيا العظمى، حاصرت البحرية الملكية البريطانية إسبانيا في عام 1797، ما أعاق الاتصالات مع إمبراطوريتها. جعل إعلان إسبانيا الحرب على بريطانيا والبرتغال في أكتوبر عام 1796 النفوذ البريطاني في البحر الأبيض المتوسط متزعزعًا. تفوق الأسطول الفرنسي الإسباني المكون من 38 سفينة خطية على أسطول البحر الأبيض المتوسط البريطاني المكون من خمسة عشر سفينة خطية، ما أجبر البريطانيين على إخلاء مواقعهم في كورسيكا أولًا ثم في إلبا. في أوائل عام 1797، تمركز الأسطول الإسباني المكون من 27 سفينة خطية في قرطاجنة على البحر الأبيض المتوسط. خطط الإسبان للانضمام إلى الأسطول الفرنسي في بريست ومرافقة قافلة تجارية كبيرة تحمل بشكل أساسي الزئبق لإنتاج الذهب والفضة من قادس. دخلت القافلة ميناء قادس جنبًا إلى جنب مع السفن الحربية نبتون وتيريبل وباهاما قبل التوجه نحو القوات البريطانية.
غادر دون خوسيه دي كوردوبا والأسطول الإسباني قرطاجنة في 1 فبراير وكان من الممكن أن يصلوا إلى قادس بأمان لولا قسوة رياح ليفانت مع هبوب الرياح الشرقية بين جبل طارق وقادس، ما دفع الأسطول الإسباني إلى نقطة أبعد في المحيط الأطلسي عما كان مخطط له. عندما خمدت الرياح، بدأ الأسطول في العودة إلى قادس. في غضون ذلك، أبحر أسطول البحر الأبيض المتوسط البريطاني، بقيادة الأدميرال السير جون جيرفيس، من نهر تاجة بعشر سفن خطية لمحاولة اعتراض الأسطول الإسباني. في 6 فبراير، انضم جيرفيس قبالة كيب سانت فنسنت بعد إمداده بخمس سفن خطية من أسطول القناة تحت قيادة الأدميرال ويليام باركر. في 11 فبراير، مرت الفرقاطة البريطانية إتش إم إس مينيرف، تحت قيادة العميد البحري هوراشيو نيلسون، عبر الأسطول الإسباني المختبأ وراء الضباب الكثيف. وصل نيلسون إلى الأسطول البريطاني المكون من خمسة عشر سفينة قبالة إسبانيا في 13 فبراير وأخبر جيرفيس بموقع الأسطول الإسباني، ثم أمر بالتحرك من مركزه الرئيسي من سفينة إتش إم إس فيكتوري. بسبب الضباب، لم يتمكن نيلسون من معرفة عدد السفن الإسبانية، لكن سرب جيرفيس أبحر على الفور لاعتراضها أثناء توجهها نحو قادس. في وقت مبكر من اليوم الرابع عشر، علم جيرفيس أن الأسطول الإسباني كان على بعد 35 ميلًا باتجاه الرياح.

## عواقب الحرب
كان جيرفيس قد أصدر أوامر بتدمير الجوائز الأربع في حالة استئناف العمل. بعد عدة أيام، رصدت الفرقاطة إتش إم إس تيربسيكور (32) الفرقاطة سانتيسيما ترينيداد المتضررة وهي في طريقها إلى إسبانيا. بتكليف من دي كوردوبا، قام القبطان أوروزكو برفع علمه على الفرقاطة ديانا. انخرطت الفرقاطة تيربسيكور في القتال لكنها استطاعت الهرب من رصاص البنادق الصارمة التي أطلقتها سانتيسيما ترينيداد. ومع ذلك، أصيبت تيربسيكور مرتين جراء عملية مفاجئة، ما أدى إلى تلف في التجهيزات والصواري والأشرعة بالإضافة إلى بعض التأثيرات على هيكلها. بعد ذلك، أمر الكابتن ريتشارد بوين بالحفاظ على المطاردة من مسافة أطول، لكن الفرقاطة اختفت بعيدًا.
بينما كان الأسطول البريطاني متمركزًا في خليج لاغوس في البرتغال، تم إنزال حوالي 3000 سجين إسباني من خلال الجوائز الأربع. استأنف جيرفيس حصاره للأسطول الإسباني في قادس. أدى استمرار الحصار لمعظم السنوات الثلاث التالية إلى تقليص الأسطول الإسباني بشكل كبير حتى توقيع معاهدة أميان عام 1802. أدى دعم التهديد الإسباني وزيادة تعزيز أسطوله إلى تمكين جيرفيس من إرسال سرب تحت قيادة نيلسون إلى البحر الأبيض المتوسط في العام التالي. أعاد هذا السرب، بما في ذلك فرقاطة أوريون لسوماريز وكولودن لتروبريدج وجالوت، تحت قيادة فولي، تأسيس القيادة البريطانية للبحر الأبيض المتوسط في معركة أبي قير البحرية.
تم تعيين جيرفيس بمنصب بارون ميفورد وإيرل سانت فنسنت وتم منحه معاشًا مدى الحياة قدره 3000 جنيه إسترليني سنويًا. حصل نيلسون على لقب فارس كعضو في وسام الحمام. لم تكن ترقية نيلسون إلى رتبة عميد بحري مكافأة على خدماته، بل كانت مجرد مصادفة سعيدة: إذ كانت تستند الترقية إلى رتبة العلم في البحرية في ذلك الوقت إلى الأقدمية في قائمة الكابتن وليس على الإنجاز. قدمت مدينة لندن لجيرفيس، بصفته الآن إيرل سانت فنسنت، حرية المدينة في صندوق ذهبي بقيمة 100 جنيه، ومنحته ونيلسون سيفًا احتفاليًا. تم الحفاظ على صندوق العرض والسيف في المتحف البحري الوطني، غرينتش. تميز السيفان الممنوحان لجيرفيس ونيلسون بكونهما فريدان من نوعهما في مدينة لندن. مُنحت سانت فنسنت شكر مجلسي البرلمان ومنحها الملك ميدالية ذهبية. نشرت صحيفة ذا لندن غازيت إعلانًا في عام 1798 يتعلق بأموال الجائزة المستحقة للقائد والضباط والرجال في المعركة بمبلغ 140 ألف جنيه إسترليني.
تم فصل الأدميرال دي كوردوبا من البحرية الإسبانية ومُنع من العمل في الديوان المَلَكي.
في عام 1847، أذنت الأميرالية بإصدار وسام الخدمة البحرية العامة مع مشبك «سانت فنسنت» لجميع المطالبين الباقين على قيد الحياة من المعركة.